# Senyoria de Millars
La senyoria de Millars fou una jurisdicció feudal del Rosselló creada a la primera meitat del segle xii, quan el poble de Millars fou donat a Arnau de Castellnou, fill del vescomte Guillem III de Castellnou, que n'exercí la senyoria. Casat amb Maria Saurina, va tenir dos fills: el primer, Guillem, va morir el 1163, un any abans que el pare; i el segon, Udalgar, va succeir Arnau el 1164 i estava encara viu el 1167, però es creu que la senyoria es va extingir amb ell.